# Alain Joseph Dordelin
Alain Joseph Dordelin (Lorient, 13 maggio 1764 – Lorient, 22 novembre 1836) è stato un ammiraglio francese, già distintosi come ufficiale nel corso della guerra d'indipendenza americana. Dopo la rivoluzione francese combatte nella battaglia del Glorioso Primo di Giugno, in quella delle Isole di Hyères e promosso contrammiraglio partecipò alla spedizione di Saint-Domingue tra il 1801 e il 1803. Ricoprì gli incarichi di prefetto marittimo a La Spezia (1808-1810) e a Brest (1810-1811). Nominato Conte dell'Impero nel 1810..

## Biografia
Nacque a Lorient il 13 maggio 1764, figlio di Alain, ufficiale della Compagnia francese delle Indie orientali, e di Marguerite Billy. A diciassette anni si arruolò come facente funzioni di guardiamarina sul vascello da 64 cannoni Duras, al comando di suo padre,  in forza alla squadra navale dell'ammiraglio Pierre André de Suffren de Saint Tropez.
Mentre si trovava nelle Indie Orientali entrò volontariamente nella Marine royale, imbarcandosi sul vascello Sévère al comando di Christy de la Pallière. Tra il 1781 e il 1782 prese parte a diversi combattimenti nel corso della guerra d'indipendenza americana, rimanendo gravemente ferito nel corso della battaglia di Trincomalee. In considerazione del suo coraggio fu promosso enseigne de vaisseau nel 1783 e, dopo due altre campagne navali, divenne tenente di vascello nel 1786, prestando servizio sulla fregata Dryade. Tra il 1786 e il 1792 navigò tra le Antille e e nelle Indie su diversi bastimenti. Divenuto capitano di vascello nel 1793 assunse il comando della fregata Nymphe e poi del vascello da 74 cannoni Tyrannicide, con cui, inquadrato nella flotta al comando del viceammiraglio Louis Thomas Villaret de Joyeuse, prese parte alla battaglia del Glorioso Primo di Giugno. Insieme al vascello Indomptable, il Tyrannicide aiutò a salvare la nave ammiraglia Montagne, intrappolata in mezzo alla flotta britannica. Tale azione gli valse l'elogio del commissario Jean Bon Saint-André. Nel 1795 il Tyrannicide fece parte della squadra navale agli ordini dell'ammiraglio Pierre Martin, partecipando alla sortita da Tolone, il 5 giugno, culminata della battaglia delle Isole di Hyères. Nel maggio dell'anno successivo fu elevato al rango di commodoro.
Tra il 1797 e il 1798 comandò i vascelli Jean-Jacques Rousseau e Dix Août. Promosso contrammiraglio il 16 febbraio 1799, alzò la sua insegna sul vascello Indomptable con cui prese parte alla Crociera nel Mediterraneo in forza alla squadra navale al comando del Ministro della marina, ammiraglio Étienne Eustache Bruix. Alzando la sua insegna sul vascello Jemmapes, capitano Julien Marie Cosmao-Kerjulien, prese parte alla spedizione di Saint-Domingue tra il 1801 e il 1803.
Il 14 giugno 1804 fu nominato Commendatore della Legion d'onore, e tra il 1806 e il 1808 fu comandante della squadra navale di Brest. Prefetto marittimo di La Spezia dal febbraio 1808, in sostituzione di Daniel Lescallier, ricoprì tale incarico fino all'ottobre 1810. Successivamente fu prefetto marittimo di Brest dal 31 ottobre 1810 al 23 agosto 1811, e nominato conte dell'Impero il 6 ottobre 1810. Nel 1812 divenne comandante la flottiglia dell'Escaut, rimanendo al suo posto fino al 1814. Durante i Cento Giorni il Ministro della marina Denis Decrès lo chiamò a Parigi, ma in quell'anno andò in pensione. Si spense a Lorient il 22 novembre 1836.

### Fonti
1. 1 2 3 4 5  Three Decks.
2. 1 2 3  Centotredicesimo.
3. 1 2 3 4 5 6 7 8 9 10 11 12 13  Levot 1852, p. 561.
4. ↑  Les Ports militaires de la France. Notices historiques et descriptives 1867, p. 36.
5. 1 2 3 4  Levot 1852, p. 562.